# Линстед, Йоханнес
Йоханнес Линстед (англ. Johannes Linstead; род. 1969) — канадский музыкант, гитарист, исполнитель традиционного фламенко и джаза с оригинальной аранжировкой, известный также как Sevara.
Зимой 2006 года Йоханнес Линстед основал организацию Divine Earth Organization, — гуманитарное онлайн-сообщество, в котором участники организации обсуждают такие темы, как духовность, здоровье и мировая политика.
В 2007 году Йоханнес был назван «Гитаристом года» в престижной премии Canadian Smooth Jazz Awards, а его CD-альбом Cafe Tropical был назван «Лучшим инструментальным альбомом».

## Дискография
- Sol Luna Tierra (1999)
- Kiss the Earth (2000)
- Guitarra del Fuego (2001)
- Zabuca (2003)
- Mediterranea (2004)
- Cafe Tropical (2006)
- Encanto (feat. Nicholas Gunn) (2007)
- Mistico (2009)
- Tales of a Gypsy (2012)